# Роуз, Пит (политик)
Пит Роуз (англ. Pete Rouse; 15 апреля 1946, Нью-Хейвен, Коннектикут) — советник, позже советник-консультант президента США Барака Обамы с 2009 года. C октября 2010 года по январь 2011 года занимал пост главы администрации президента США, в 2004—2009 годах возглавлял аппарат Обамы в бытность его сенатором. В 1985—2004 годах был главой аппарата конгрессмена и сенатора Тома Дэшла. С 1984 по 1985 год был начальником аппарата члена Палаты представителей США Дика Дурбена, а с 1979 по 1983 год — главой администрации вице-губернатора Аляски Терри Миллера. За длительный опыт работы в Сенате США его прозвали 101-м сенатором.

## Биография
Питер (Пит) Роуз (Peter «Pete» M. Rouse) родился 15 апреля 1946 года в Нью-Хейвене, штат Коннектикут. Отец Питера, Бенджамин Ирвинг Роуз (Benjamine Irving Rouse, 1913 года рождения), был известным антропологом и археологом, профессором Йельского университета. Ещё до Второй мировой войны он женился на своей сокурснице и коллеге по Йельскому университету, японке Мэри Ута Миками (Mary Uta Mikami, 1912 года рождения). Её дед был самураем и вассалом сёгуна: после реставрации Мэйдзи и упразднения сёгуната он хотел совершить ритуальное самоубийство (сэппуку), но был прощён императором Японии и назначен главой первой японской императорской военно-морской академии. Его сын, отец Мэри, в 1885 году покинул родину, перебрался в США и обосновался в Калифорнии, а впоследствии перебрался на Аляску, где сначала работал на железной дороге, а потом открыл швейную мастерскую в Анкоридже. Благодаря тому, что Мэри родилась в США и была замужем за Бенджамином, она избежала интернирования в концентрационные лагеря во время Второй мировой войны и вместе с мужем занималась археологией. В 1999 году, после смерти Мэри, в память о ней в Сенате США выступил сенатор от штата Аляска Фрэнк Меркауски (Frank Murkowski).
В 1968 году Питер Роуз окончил Колледж Колби (Colby College) в штате Мэн со степенью бакалавра искусств. Степень магистра искусств он получил в Лондонской школе экономики (London School of Economics) в 1970 году и после возвращения в США начал политическую карьеру, став помощником члена палаты представителей в Конгрессе США, а позже сенатора-демократа от Южной Дакоты Джеймса Абурезка (James Abourezk), американца арабского происхождения, известного своей критикой президента Ричарда Никсона, вынужденного уйти в отставку после Уотергейтского скандала в 1974 году, и войны во Вьетнаме, а также требованиями, чтобы США прекратили поддерживать Израиль в конфликте с арабами. В этом время Роуз познакомился с Томом Дэшлом, который тогда был советником Абурезка.
В 1975 году Роуз перешёл на работу к конгрессмену Беркли Беделлу (Berkley Bedell) и работал у него до 1979 года с перерывом на год: в 1977 году он прошёл обучение в Школе государственного управления имени Джона Кеннеди Гарвардского университета и получил степень магистра по государственному управлению.
В 1979 году Роуз был назначен главой администрации вице-губернатора Аляски Терри Миллера (Terry Miller), а с 1984 по 1985 год был начальником аппарата члена Палаты представителей США от штата Иллинойс Дика Дурбена (Dick Durbin). В 1985 году Роуз возглавил аппарат члена палаты представителей, а с 1987 года — сенатора от Южной Дакоты Дэшла, который с 2001 по 2003 год был лидером демократического большинства в Сенате США. Уже в то время Роуза называли самым влиятельным аппаратчиком в сенате. В 2002 году Роуз занимался подготовкой к выдвижению Дэшла на президентских выборах в США, однако тогда сенатор решил в них не участвовать.
В 2004 году Дэшл проиграл выборы в сенат, и Роуз хотел уйти в отставку, однако по совету друзей перешёл на работу к демократу Бараку Обаме, избранному в Сенат США от штата Иллинойс, возглавив его сенаторский аппарат. По словам самого Обамы, он мог составить и произнести речь, однако был не в состоянии самостоятельно наладить работу своего аппарата в сенате, и потому ему понадобился Роуз в качестве помощника. Именно помощью Роуза эксперты объясняли взлёт популярности молодого темнокожего сенатора. В частности, они отмечали «стратегический план» для Обамы на 2004 год, составленный Роузом вместе с Дэвидом Аксельродом и Робертом Гиббсом. Роуз требовал от Обамы предельной осторожности при голосовании в сенате, в частности, отговорил его голосовать за назначение председателем Верховного суда консерватора Джона Робертса (John Roberts), чтобы затем этот эпизод не сыграл против Обамы во время президентской кампании. Во время работы в сенаторском аппарате Обамы годовое вознаграждение Роуза составляло примерно 140—150 тысяч долларов США.
В 2008 году Обама победил на выборах президента США, после чего Роуз стал сопредседателем переходной администрации будущего главы государства и его напарника, избранного вице-президента Джо Байдена. После инаугурации Обамы, состоявшейся 20 января 2009 года, Роуз был назначен старшим советником президента США. С мая 2009 года он также координировал работу по закрытию скандально известной тюрьмы в Гуантанамо, в которой содержались лица, подозреваемые в причастности к терроризму.
1 октября 2010 года, после того как в отставку подал глава администрации президента США Рам Эмануэль, Роуз был назначен её временным руководителем. 6 января 2011 года Обама назначил главой своей администрации Уильяма Дэйли (William Daley), Роуз же был назначен на учреждённый для него пост советника-консультанта президента (counselor to the president), который по статусу был выше «старшего советника» (senior advisor).
Эксперты отмечали трудоголизм и огромный опыт Роуза: за многолетнюю карьеру в сенате его даже называли 101-м сенатором.
Роуз холост, живёт в Вашингтоне. Пресса отмечала, что он любит кошек, по воспоминаниям Дэшла, лучшим способом добиться расположения Роуза было подарить ему что-нибудь, связанное с кошачьими питомцами.